# Тальянцев, Антон Иванович
Антон Иванович Тальянцев (1858—1929) — русский патофизиолог, доктор медицины, ординарный профессор Московского университета.

## Биография
Родился в 1858 году.

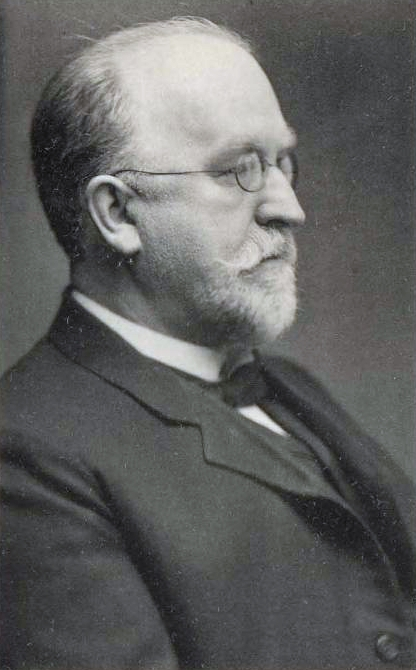
А. И. Тальянцев, 1911 год

Окончил Ярославскую гимназию (1877) и медицинский факультет Московского университета (1882). По окончании университета в был определён на службу сверхштатным ассистентом при кафедре общей патологии (1882). С 1888 года работал на кафедре общей патологии медицинского факультета Московского университета под руководством А. Б. Фохта.
Защитил докторскую диссертацию на тему «Материалы по вопросу о влиянии механических препятствий на кровообращение» (1892) и должность приват-доцента.
Принимал активное участие (с 1890) в организации Института общей и экспериментальной патологии в Клиническом городке на Девичьем поле, занимаясь, в частности, проблемами оснащения института инструментами и оборудованием. Создал аппарат для измерения свёртываемости крови.
Экстраординарный профессор (1903), ординарный профессор кафедры общей патологии (1912–1913) медицинского факультета. Вышел в отставку (1913). С 1918 г. заведовал кафедрой патофизиологии Екатеринославского медицинского института.
Область научных интересов: экспериментальная кардиология. Предложил аппарат для изменения свертываемости крови (1900).